# Mina de Carvão Ombilin
A Mina de Carvão Ombilin é um local subterrâneo de exploração de carvão que está em funcionamento desde o século XIX. Está localizado em Sawahlunto, na ilha de Sumatra, na Indonésia. É um Patrimônio Mundial, tombado pela Organização das Nações Unidas para a Educação, a Ciência e a Cultura (UNESCO), no ano de 2019.

## História
No ano de 1867, durante o governo colonial holandês, o geólogo holandês Willem Hendrik descobriu o potencial da região do rio Ombilin para a exploração de carvão. Entre os anos de 1888 e 1891, o governo colonial holandês instala uma empresa de exploração de carvão, que tem sua inauguração em 1892, com uma produção de 47.833 toneladas em sua fase inicial. A alta produção de carvão transformou a região rural em uma área industrial, incluindo comércios, residências e redes de transportes. Prisioneiros de Java e Sumatra eram levados acorrentados pelos pés, mãos e pescoços para trabalharem nas minas.
Com a independência da Indonésia, a empresa indonésia PT Bukit Asam passou a explorar as minas de carvão de Ombilin, até o ano de 2000, quando a empresa foi fechada. A região ficou abandonada até 2003, com Amran Nur se tornando prefeito e transformando a área em ponto turístico e deixando a exploração de carvão, de uma parte das minas, para uma cooperativa popular de antigos mineiros. E a pedreira foi transformada em área agrícola de propriedade dos nativos de Sawahlunto.

## Turismo
O complexo de mineração de Ombilin está aberto a visitação. A área externa foi transformada em um ponto turístico com o Museu de Mineração de Carvão Ombilin, exibição de alguns dos equipamentos usados para minerar carvão em Ombilin há centenas de anos, o Zoológico de Kandi, lago, pista de corrida e quadra de esportes.